# 蒂比 (阿拉巴馬州)
蒂比（英語：Tibbie）是位於美國阿拉巴馬州華盛頓縣的一個非建制地區和人口普查指定地區。根據2010年美國人口普查，該地人口為41人，而該地的面積約為4.58平方千米。

## 地理
蒂比的座標為31°21′44″N 88°14′55″W / 31.36222°N 88.24861°W，而該地最高點為海拔高度69米（即226英尺）。